# Élections locales britanniques de 1986 à Londres
Les élections locales britanniques de 1986 ont lieu le 8 mai 1986 en Angleterre. À Londres, 1 914 conseillers d'arrondissement sont à élire.

## Résultats

### Global
| Parti | Parti                 | Votes   | Votes | Votes | Conseils | Conseils | Sièges | Sièges |
| Parti | Parti                 | Voix    | %     | +/-   | Élus     | +/-      | Élus   | +/-    |
| ----- | --------------------- | ------- | ----- | ----- | -------- | -------- | ------ | ------ |
|       | Parti travailliste    | 842 489 | 37,4  | +7,2  | 15       | +3       | 957    | +176   |
|       | Parti conservateur    | 798 398 | 35,4  | -6,8  | 11       | -6       | 684    | -300   |
|       | Alliance SDP-Libéraux | 539 848 | 24,0  | -0,6  | 3        | +3       | 249    | +125   |
|       | Autres                | 72 269  | 3,2   | +0,2  | 0        | =        | 24     | -1     |
|       | Conseil sans majorité |         |       |       | 3        | =        |        |        |
| Total | Total                 |         |       |       | 32       | 32       | 1 914  | 1 914  |

### Par arrondissement

Résultats à Londres.

| Conseil                | Majorité sortante | Majorité sortante | Majorité élue | Majorité élue |
| ---------------------- | ----------------- | ----------------- | ------------- | ------------- |
| Barking and Dagenham   |                   | Travailliste      |               | Travailliste  |
| Barnet                 |                   | Conservateur      |               | Conservateur  |
| Bexley                 |                   | Conservateur      |               | Conservateur  |
| Brent                  |                   | Travailliste      |               | Travailliste  |
| Bromley                |                   | Conservateur      |               | Conservateur  |
| Camden                 |                   | Travailliste      |               | Travailliste  |
| Croydon                |                   | Conservateur      |               | Conservateur  |
| Ealing                 |                   | Conservateur      |               | Travailliste  |
| Enfield                |                   | Conservateur      |               | Conservateur  |
| Greenwich              |                   | Travailliste      |               | Travailliste  |
| Hackney                |                   | Travailliste      |               | Travailliste  |
| Hammersmith and Fulham |                   | Sans majorité     |               | Travailliste  |
| Haringey               |                   | Travailliste      |               | Travailliste  |
| Harrow                 |                   | Conservateur      |               | Conservateur  |
| Havering               |                   | Conservateur      |               | Sans majorité |
| Hillingdon             |                   | Conservateur      |               | Sans majorité |
| Hounslow               |                   | Travailliste      |               | Travailliste  |
| Islington              |                   | Travailliste      |               | Travailliste  |
| Kensington and Chelsea |                   | Conservateur      |               | Conservateur  |
| Kingston upon Thames   |                   | Conservateur      |               | Sans majorité |
| Lambeth                |                   | Sans majorité     |               | Travailliste  |
| Lewisham               |                   | Travailliste      |               | Travailliste  |
| Merton                 |                   | Conservateur      |               | Conservateur  |
| Newham                 |                   | Travailliste      |               | Travailliste  |
| Redbridge              |                   | Conservateur      |               | Conservateur  |
| Richmond upon Thames   |                   | Conservateur      |               | Libéral       |
| Southwark              |                   | Travailliste      |               | Travailliste  |
| Sutton                 |                   | Conservateur      |               | Libéral       |
| Tower Hamlets          |                   | Travailliste      |               | Libéral       |
| Waltham Forest         |                   | Sans majorité     |               | Travailliste  |
| Wandsworth             |                   | Conservateur      |               | Conservateur  |
| Westminster            |                   | Conservateur      |               | Conservateur  |